# メトキシフルラン
メトキシフルランは、外傷後の疼痛を軽減するために主に使用される吸入薬である。また、短時間の処置時の鎮静・鎮痛にも使用される。疼痛緩和の効果は速やかに発現し、効果は短い。使用は直接の医療監視下でのみ推奨される。
一般的な副作用には不安、頭痛、眠気、咳嗽、吐き気がある。重大な副作用には腎不全、肝障害、低血圧、悪性高熱症がある。妊娠中や母乳栄養中の安全性は不明である。意識レベルが正常で、血圧および心拍数が安定している場合にのみ推奨される。薬理学的には吸入麻酔薬に分類される。
1948年にアメリカの化学者ウィリアム・T・ミラーによって合成され、1960年代に臨床使用が開始された。1960年の導入から1970年代後半まで全身麻酔薬として使用された。麻酔薬としては欠点が多かったために、1999年に製造元はアメリカ合衆国での製造を中止し、2005年にアメリカ食品医薬品局は市場からの撤退を命じた。一方、現在でも、ニュージーランド、オーストラリア、アイルランド、イギリスで鎮痛に使用されている。ペンスロックス（Penthrox）などの商品名で販売されている。日本ではかつて、商品名ペントレンとして大日本製薬から販売されていたが、現在は販売されていない。

## 適応

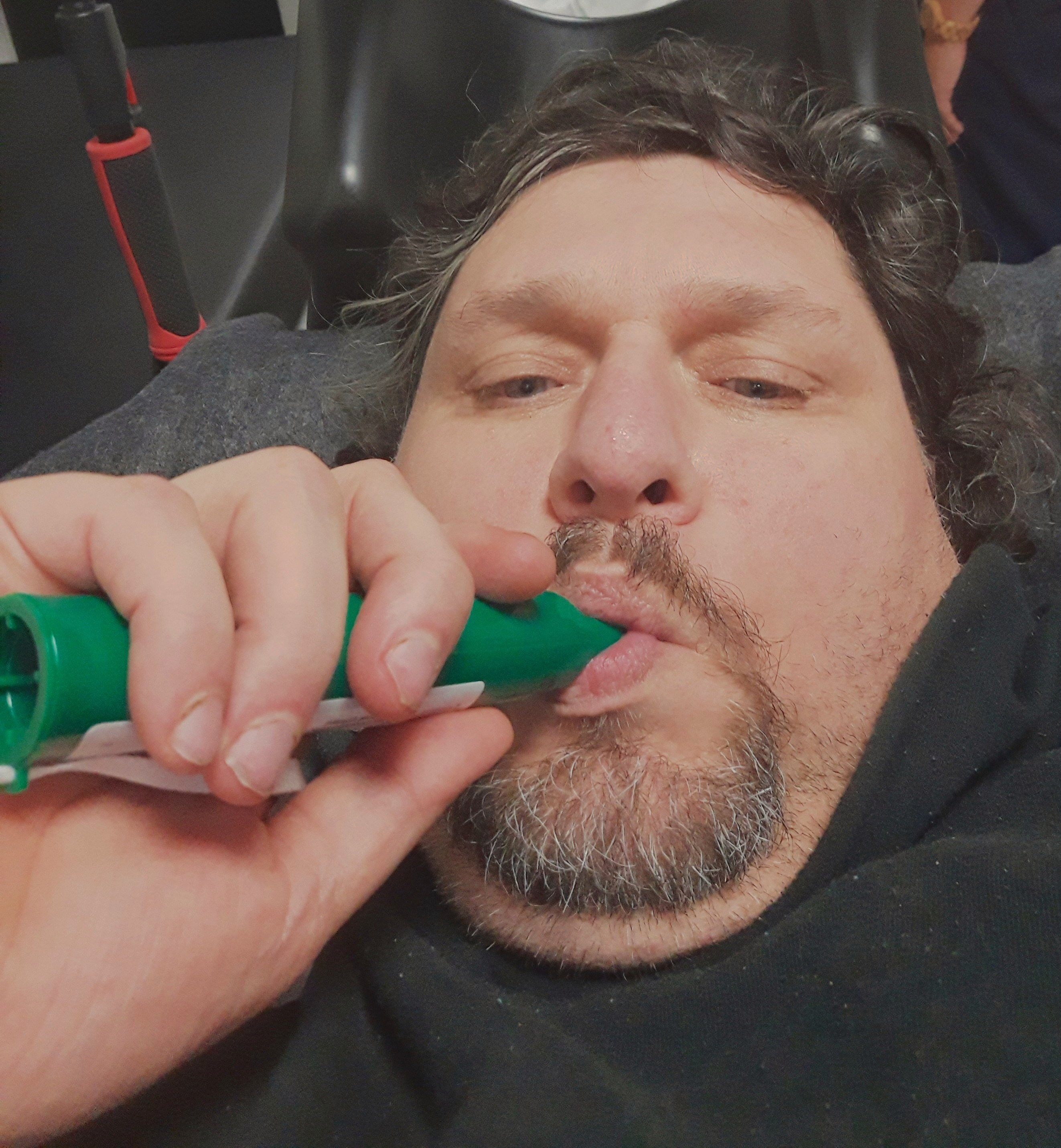
ロイヤルメルボルン病院でペンスロックスを自己投与する患者

メトキシフルランは外傷による中等度から重度の疼痛の緩和に使用される。また、短時間の処置時の鎮静・鎮痛にも使用される。
一回投与効果は約30分間持続する。疼痛緩和は6〜8回の吸入後に始まり、吸入停止後も数分間継続する。腎臓障害のリスクがあるため、推奨される最大投与量は1日6ミリリットルまたは1週間で15ミリリットルであり、連日の使用は推奨されない。高用量の麻酔用量での使用時に腎臓障害の可能性があるが、疼痛緩和に使用される低用量（最大6ミリリットル）では重大な副作用は報告されていない。腎毒性のリスクがあるため、既存の腎臓病や糖尿病のある患者では禁忌であり、テトラサイクリンやその他の潜在的な腎毒性のある薬剤、または酵素誘導剤との併用は推奨されない。
これは小児から成人まで、吸入器を用いて自己投与するものである。モルヒネに代わるオピオイド以外の選択肢として、亜酸化窒素よりも使用が容易である。携帯可能な使い捨ての単回使用吸入器に3ミリリットルの茶色のガラス製バイアルに入ったメトキシフルランが入っており、意識があり血行動態が安定している患者（5歳以上の小児を含む）は保護者又は医療者の監視下で自己投与してよい。

## 副作用
メトキシフルランの使用は健常者に限定し、特別な利点がある状況でのみ、それも2.5 MAC（最小肺胞内濃度）時間未満の投与量に制限すべきというのが一致した見解である。アメリカ国立労働安全衛生研究所は、廃棄麻酔ガスとしてのメトキシフルランに対する推奨曝露限界を60分間で2 ppm（13.5 mg/m3）と設定している。

### 腎毒性
腎毒性は1964年に最初に報告された。Paddockらが3例の急性腎不全を報告し、そのうち2例で剖検時に腎尿細管内にシュウ酸カルシウム結晶が認められた。1966年、Crandellらは、メトキシフルランを全身麻酔薬として使用した手術を受けた患者95例中17例（18%）が特異な型の腎臓病を発症したことを報告した。この特徴的な型の慢性腎不全は、腎性尿崩症（希釈尿の大量産生）による負の体液バランス、著明な体重減少、血清ナトリウム、塩素、浸透圧、血中尿素窒素の上昇を特徴とした。これらの患者の尿は比較的比重が一定しており、血清とほぼ同じ浸透圧を示した。さらに、水分制限試験を行っても高い尿量は持続した。ほとんどの症例は2〜3週間で回復したが、17例中3例（18%）では1年以上、1例（6%）では2年以上腎機能障害が持続した。
ハロタンと比較して、メトキシフルランは用量依存的に腎機能異常を引き起こす。著者らは、無症候性の腎毒性が2.5〜3 MAC時間の最小肺胞内濃度（MAC）のメトキシフルラン投与後に発生し、5 MAC時間を超える投与量ではすべての患者で明らかな毒性が出現することを示した。この研究は、その後20年にわたって揮発性麻酔薬の腎毒性を評価するモデルとして使用された。さらに、テトラサイクリンとメトキシフルランの併用により致死的な腎毒性が生じることが報告されている。

### 肝臓
メトキシフルラン使用に関連する重度の、時には致死的な肝毒性の報告が1966年に現れ始めた。

### 作用機序
メトキシフルランの生分解は直ちに始まる。麻酔用量後に観察される腎毒性と肝毒性は、メトキシフルランのO-脱メチル化により生成される1つまたは複数の代謝物によるものである。この異化過程の生成物には、メトキシフルオロ酢酸（MFAA）、ジクロロ酢酸（DCAA）、無機フッ化物がある。メトキシフルラン腎毒性は用量依存的で、不可逆的であり、メトキシフルランのO-脱メチル化によるフッ化物とDCAAの生成に起因する。フッ化物自体が毒性を持つかどうかは完全には明らかでない—それは単に他の毒性代謝物の代替指標である可能性がある。無機フッ化物とDCAAの同時生成は、他の揮発性麻酔薬と比較してメトキシフルランの生体内変換に特有であり、この組み合わせはフッ化物単独よりも毒性が強い。これにより、メトキシフルランからのフッ化物生成が腎毒性と関連するのに対し、他の揮発性麻酔薬（エンフルランやセボフルランなど）からのフッ化物生成は腎毒性と関連しない理由が説明できるかもしれない。

## 薬物動態学
メトキシフルランは非常に高い脂質溶解度（油/ガス分配係数が25℃で820）を持ち、これと低い蒸気圧により非常に遅い薬物動態（導入と覚醒の特性）を示す。これは臨床の場での日常的な使用には望ましくない特性である。1961年に実施された初期の研究で、前投薬を行っていない健康な個体では、当時利用可能な気化器を使用してメトキシフルラン-酸素単独または亜酸化窒素との併用による全身麻酔の導入は困難または不可能であることが明らかになった。スムーズで迅速な導入を確実にするためには、チオペンタールのような静脈麻酔薬を投与する必要があることが判明した。さらに、チオペンタールによる導入後、十分な量のメトキシフルランが血流に蓄積して適切な麻酔レベルを確保するためには、少なくとも10分間の亜酸化窒素投与が必要であることが分かった。これは、高流量の亜酸化窒素と酸素を使用し、気化器がメトキシフルランの最大可能濃度を送達しているにもかかわらずであった。
導入の薬物動態と同様に、メトキシフルランは非常に遅く、かなり予測困難な覚醒特性を持つ。1961年の初期臨床研究では、平均87分間のメトキシフルラン投与後の覚醒までの平均時間は、メトキシフルラン中止後59分であった。165分間のメトキシフルラン投与後の最長覚醒時間は285分であった。

## 薬力学

### 心臓
循環系に対するメトキシフルランの作用はジエチルエーテルに類似している。イヌでは、メトキシフルラン麻酔により血圧は中等度の低下を示すが、心拍数にはわずかな変化しかなく、血糖値、アドレナリン、ノルアドレナリンには有意な影響を及ぼさない。出血と動脈分圧二酸化炭素（PaCO2）の上昇は、いずれも血圧をさらに低下させ、血糖値、アドレナリン、ノルアドレナリンを上昇させる。ヒトでは、メトキシフルランは血圧をある程度低下させるが、心拍出量、一回拍出量、末梢血管抵抗はわずかにしか低下しない。肺循環への影響は無視できる程度で、心臓の不整脈を誘発する傾向もない。

### 肺
ジエチルエーテルとは異なり、メトキシフルランは著明な呼吸抑制作用を持つ。イヌでは、メトキシフルランは用量依存的に呼吸数を減少させ、分時換気量を著明に減少させるが、1回換気量の減少は比較的軽度である。ヒトでは、メトキシフルランは用量依存的に1回換気量と分時換気量を減少させるが、呼吸数は比較的保たれる。
これらの変化の総合的な効果は著明な呼吸抑制であり、麻酔された被験者が一定時間自発呼吸を続けると、動脈pHの低下を伴う高二酸化炭素血症（CO2の貯留）が生じることで証明される（これは呼吸性アシドーシスと呼ばれる）。

### 鎮痛
メトキシフルランの高い血液溶解度は望ましくない場合が多いが、この特性は特定の状況では有用である。すなわち、体の脂質コンパートメントに長時間残存し、術後長時間にわたって鎮静と鎮痛効果を提供する。麻酔用量以下での投与で、メトキシフルランが効果的な鎮痛薬および鎮静薬として作用することを示す十分なデータがある。小児および成人における監視下での自己投与により、一時的に深い鎮静が得られ、病院救急部門での小児の疼痛を伴う処置において患者管理型鎮痛薬として使用されている。分娩中の投与では、トリクロロエチレンと比較して、有意に優れた鎮痛効果、より少ない精神運動性興奮、わずかに強い鎮静が生じる。病院で痛みを伴う子宮内避妊器具の処置（挿入および抜去）を受ける女性に用いられることもある。

### 中枢神経系
他の吸入麻酔薬と同様に、正確な作用機序は不明で、脳と脊髄における複数の分子標的が関与している可能性が高い。メトキシフルランは電気生理学研究で示されているように、GABAA受容体とグリシン受容体の正のアロステリック調節因子として作用する。この機序は全身麻酔状態を引き起こすアルコール類と共通している。

## 化学的性質

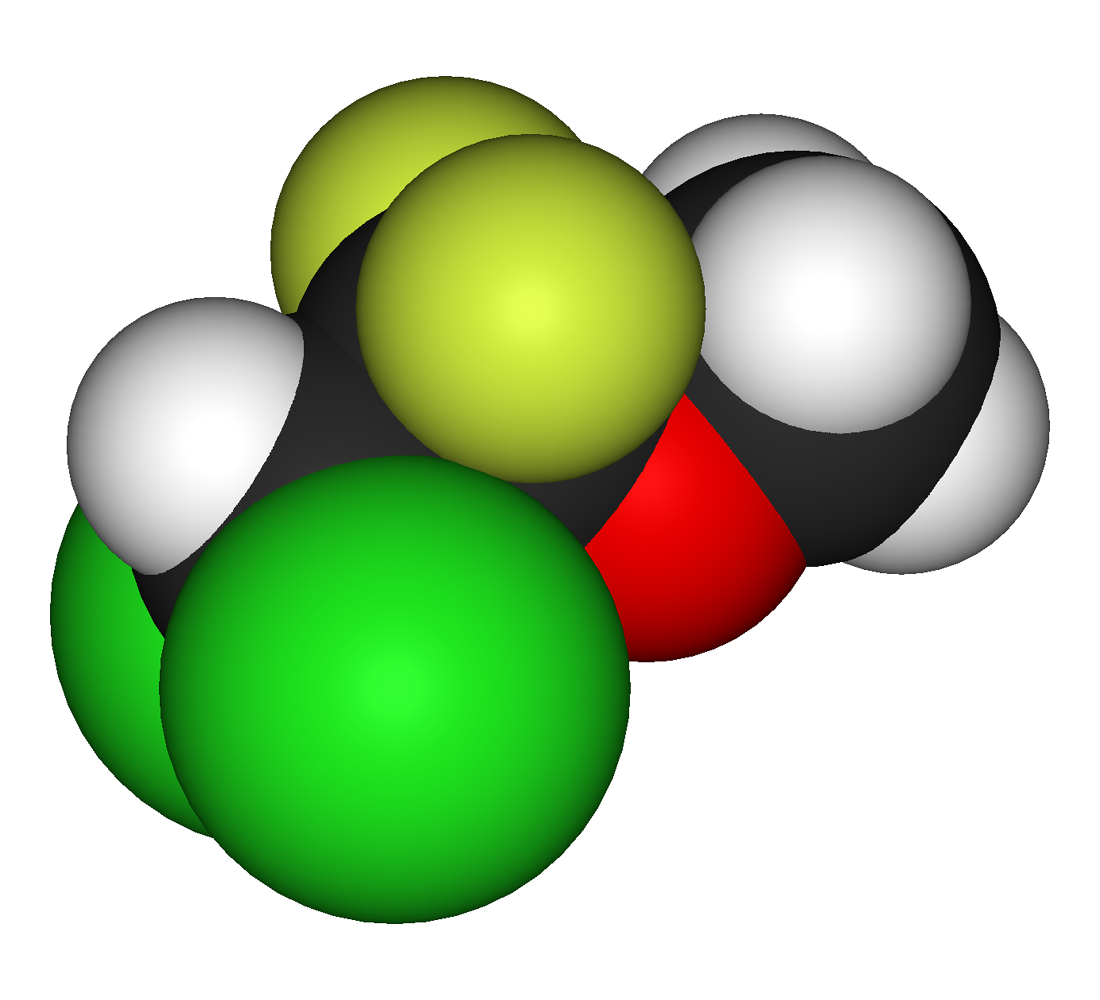
空間充填モデル（メトキシフルランの三次元分子構造）

化学式C3H4Cl2F2O、縮約構造式CHCl2CF2OCH3を持つメトキシフルランの国際純正・応用化学連合（IUPAC）命名法による名称は2,2-ジクロロ-1,1-ジフルオロ-1-メトキシエタンである。これはハロゲン化エーテルで、無色透明な液体であり、その蒸気は強い果実様の香りを持つ。エタノール、アセトン、クロロホルム、ジエチルエーテル、固定油と混和性がある。天然ゴムに可溶である。
最小肺胞内濃度（MAC）が0.16%であり、メトキシフルランは極めて強力な麻酔薬である。完全な麻酔濃度をはるかに下回る濃度でも強力な鎮痛作用を示す。揮発性が低く沸点が非常に高い（1気圧で104.8°C）ため、メトキシフルランは室温・大気圧での蒸気圧が低い。そのため、従来の麻酔用気化器でメトキシフルランを気化させることは非常に困難である。
| 性質                   | 値         |
| ---------------------- | ---------- |
| 沸点（1気圧）          | 104.8°C    |
| 最小肺胞内濃度（MAC）  | 0.16%      |
| 蒸気圧（20°CでのmmHg） | 22.5       |
| 分配係数（血液/ガス）  | 12         |
| 分配係数（油/ガス）    | 950        |
| 分配係数（油/水）      | 400        |
| 25°Cでの比重           | 1.42       |
| 引火点                 | 63°C       |
| 分子量（g mol−1）      | 164.97     |
| 気液平衡（mL）         | 208        |
| 可燃性限界             | 空気中で7% |
| 安定剤の必要性         | 有         |

すべての有機フッ素化合物の構成要素である炭素-フッ素結合は、有機化学において最も強い化学結合である。さらに、この結合は1つの分子の同じ炭素にフッ素原子が追加されるほど短く強くなる。このため、フルオロアルカンは最も化学的安定性の高い有機化合物の一つである。

## 歴史
メトキシフルランは1970年代からオーストラリア国防軍とニュージーランド軍、オーストラリアの救急医療サービス、そしてニュージーランドの救急サービス（Hato Hone St JohnとWellington Free Ambulanceの両方）で緊急鎮痛薬として短期使用されてきた。2018年以降、ドイツの救急医療サービスの一部でも使用されている。スコットランドの病院前救護においても使用が報告されている。メトキシフルラン吸入器は、その容器が緑色であることから「緑の笛（green whistle）」というニックネームで呼ばれている。
現在使用されているすべての揮発性麻酔薬は有機フッ素化合物である。フレオンの合成（トマス・ミジリー・ジュニアとチャールズ・ケタリング、1928年）とテフロンの発見（ロイ・プランケット、1938年）を除けば、有機フッ素化学の分野は1940年までほとんど注目を集めていなかった。これは、化学反応に使用するために現場で生成する必要があった単体フッ素の極端な反応性によるものであった。有機フッ素化学の発展は、第二次世界大戦中の核開発マンハッタン計画からの政府のスピンオフであり、この間に初めて単体フッ素が工業規模で生産された。
フッ素の必要性は、同位体ウラン-235（235U）をウラン-238（238U）から分離する必要性から生じた。前者は天然ウラン中に1%未満の濃度で存在し、熱中性子による核分裂の連鎖反応を持続できる核分裂性物質であるのに対し、後者はそうではない。MAUD委員会のメンバー（特にフランシス・サイモンとニコラス・クルティ）は、グレアムの法則によれば拡散速度が分子量の逆数に比例することから、同位体分離にガス拡散法の使用を提案した。
広範な探索の結果、六フッ化ウラン（UF6）がガス拡散法に最も適したウラン化合物であると判断された。UF6の生成には単体フッ素が必要である。
フッ素とUF6の取り扱いには克服すべき障害があった。K-25（マンハッタン計画における、ガス拡散法による濃縮ウラン製造プラントのコードネーム）を建設する前に、まずUF6ガス（非常に反応性が高く腐食性のある物質）と接触する表面に使用できる非反応性化合物をコーティング、潤滑剤、ガスケットとして開発する必要があった。有機フッ素化学の専門知識を持つコーネル大学の有機化学教授、ウィリアム・T・ミラーが、このような材料の開発のために招集された。ミラーと彼のチームは、この用途に使用されたいくつかの新規な非反応性クロロフルオロカーボンポリマーを開発した。
ミラーと彼のチームは第二次世界大戦後も有機フッ素化学の開発を続け、1948年にメトキシフルランが合成された。
1968年、アボット・ラボラトリーズのロバート・ウェクスラーは、鎮痛のためにメトキシフルラン蒸気を空気中で自己投与できる使い捨ての吸入器である"Analgizer"（鎮痛器の意）を開発した。Analgizerは、長さ5インチ、直径1インチのポリエチレンの円筒で、1インチの長さのマウスピースがついていた。この装置には、15mLのメトキシフルランを含浸できるポリプロピレンフェルト製の巻いた芯が含まれていた。
Analgizerの簡便さとメトキシフルランの薬理学的特性により、患者は容易に薬剤を自己投与でき、数分から数時間にわたって必要に応じて維持・調整できる鎮痛のレベルを素早く達成できた。15 mLのメトキシフルランで効果は通常2〜3時間持続し、その間使用者はしばしば痛みの感覚に対して、ある程度健忘状態となった。必要な場合は装置にメトキシフルランを再充填することもできた。Analgizerは、出産時の産科患者、骨折や脱臼の患者、および熱傷患者の包帯交換時に使用して、安全で効果的かつ投与が簡単であることが分かった。無痛分娩に使用した場合、Analgizerは分娩の正常な進行を可能にし、アプガー指数への明らかな有害な影響はなかった。産科患者、新生児、外傷患者のすべてのバイタルサインは正常を維持した。Analgizerは1970年代初頭まで鎮痛と鎮静に広く使用され、今日の患者管理鎮痛輸液ポンプを先取りする方法であった。Analgizer吸入器は1974年に撤退したが、鎮静薬および鎮痛薬としてのメトキシフルランの使用は、ペンスロックス（Penthrox）吸入器の形でオーストラリアとニュージーランドで継続している。2020年には、英国で救急医療における鎮痛薬としてのメトキシフルランの試験が実施された。2022年、アメリカ食品医薬品局は臨床使用禁止を解除し、同国で鎮痛薬としての臨床試験による再評価への道が開かれた。